# Pokol v Verdenu
Pokol v Verdenu (nemško  Blutgericht von Verden) je bil pokol 4.500 ujetih Sasov oktobra 782. V vojnah med Sasi in Franki  so se Sasi uprli invaziji Karla Velikega in kasnejšim poskusom prisilnega pokristjanjevanja poganskega prebivalstva. Pokol se je zgodil pri sedanjem Verdenu v Spodnji Saški, Nemčija.
Nekateri znanstveniki so dolgo časa poskušali s Karla Velikega sprati krivdo za pokol,  vendar so njihove poskuse na splošno zavrnili. Pokol je postal na začetku 20. stoletja pomemben za nemške nacionaliste in dosegel višek v nacistični Nemčiji.  Leta 1935 je krajinski arhitekt Wilhelm Hübotter zasnoval spomenik, znan kot Sachsenhain (Saški gaj), katerega so postavili na mogoče prizorišče pokola.

## Pričevanje
V Analih Frankovskega kraljestva vnos za leto 782 pravi, da je Karel Veliki v bitki s Sasi izgubil dva odposlanca, štiri grofe in približno dvajset plemičev, za katere se je maščeval s pokolom približno 4.500 upornih Sasov pri sedanjem Verdenu. Vpis o pokolu se glasi:
Ko je to slišal, je gospod kralj Karel odhitel na kraj z vsemi Franki, ki jih je lahko zbral v tako kratkem času, in prodrl do mesta, kjer se Aller izliva v Weser. Tam so se ponovno zbrali vsi Sasi in se podredili volji gospoda kralja. Kralju so predali zlikovce, odgovorne za upor, in kralj je štiri tisoč pet sto njih obsodil na smrt. Kazen je bila izvršena. Vidukinda ni bilo med njimi, ker je pobegnil v Nordmanijo. Karel se je po opravljenem poslu vrnil v Francijo. 

## Zapuščina
Zgodovinar  Alessandro Barbero trdi, da je bil pokol v Verdenu verjetno največji madež na ugledu Karla Velikega in takole komentira poskuse njegove rehabilitacije: 
Več zgodovinarjev je poskušalo zmanjšati Karlovo odgovornost za pokol z dejstvom, da je bil še nekaj mesecev pred tem prepričan, da je Saško pacificiral, ker so mu saški plemiči prisegli zvestobo in je mnogo njih imenoval za grofe. Upor Sasov je zato imel za izdajo, ki se je kaznovala s smrtjo.  Saška zakonodaja je za svoje podložnike smrtno kazen predvidela tudi za mnogo manj pomembne zločine. Drugi so poskušali izkriviti zgodovinske vire s trditvijo, da so bili Sasi ubiti v bitki in ne hladnokrvno umorjeni. Resnico so poskušali izkriviti celo tako, da so latinski glagol »decollare«, ki pomeni »obglaviti«, razglasili za napako in ga zamenjati z glagolom »delocare«, ki pomeni  »preseliti«. Iz tega bi sledilo, da ujetnikov niso pobili, ampak preselili. Noben od teh poskusov se ni izkazal za verodostojnega.
Barbero k temu dodaja, da dogodek ne bi bil tako odmeven,  če ne bi v prednacistični Nemčiji prebudil tolikšnih nacionalističnih čustev. Barbero zaključuje,  da je bila »glavna inspiracija  za množični pokol najbolj verjetno Sveto pismo« in navaja svetopisemske zgodbe o popolnem iztrebljenju Amalikitov in Davidovi osvojitvi Moaba. Po zmagi sta bila  usmrčena dva od treh Moabcev, Karel pa je želel ukrepati kot pravi kralj Izraela. Barbero svoje trditve podpira z zapisom kraljevega letopisca, ki je nekaj let kasneje v komentarju Karlovega ravnanja s Sasi zapisal, da so bili Sasi »ali poraženi in pokorni krščanski veri ali popolnoma iztrebljeni«.

## Spominski park
Polemike o pokolu so med nemškimi nacionalisti sprožile spore o podobi Karla Velikega. Nekateri Nemci so se v njem videli kot žrtve in zagovorniki nemških tradicionalnih prepričanj, nasprotnih  krščanstvu. Wilhelm Teudt leta 1929 omenja mesto pokola v svoji knjigi Germanische Heiligtümer (Germanska svetišča). Nekateri krščanski nacionalisti so Karla Velikega povezovali  s ponižujočo francosko dominacijo po prvi svetovni vojni, zlasti okupacijo Porenja.
Hermann Gauch, pribočnik Heinricha Himmlerja za kulturo, je menil, da bi bilo treba zaradi pokola  ime Karel Veliki spremeniti v Karel Klavec.  Zagovarjal je mnenje, da  se mora žrtvam postaviti primeren spomenik. Nacistični ideolog Alfred Rosenberg je trdil tudi to, da bi se moral Veliki imenovati  saški voditelj Vidukind in na Karel. V Tretjem rajhu je pokol postal pogosta tema debat. Leta 1934 sta nastali dve dramski deli z Vidukindom v glavni vlogi. Prvo, z naslovom Der Sieger (Zmagovalec), je napisal Friedrich Forster in Karla Velikega prikazal kot brutalnega, njegovo pokristjanjevanje  poganskih  Sase pa kot potrebno. Sprejem drame je bil mešan. Drugo delo, z naslovom Wittekind, ki ga je napisal Edmund Kiß, je bilo zaradi kritik krščanstva bolj kontroverzno in  med predstavami večkrat prekinjeno.
Leta 1935 je bil krajinski arhitekt Wilhelm Hübotter zadolžen za izgradnjo Sachsenhaina - Saškega gaja, spomenika, ki bi s 4.500 velikimi kamni simboliziral 4.500 žrtev pokola.  Spominski park je bil po eni strani spomenik, po drugi pa zbirališče Schutzstaffel. Spomenik je nosil napis »Germanom, ki so se upirali krstu in jih je (zato) poklal Karel, klavec Sasov«. Isto leto bi morala biti v Karlovi prestolnici Aachen tradicionalna letna proslava Karla Velikega. Proslava je bila odpovedana in nadomeščena  s predavanjem »Karel Veliki, klavec Sasov«. Napadi na zapuščino Karla Velikega so se končali, ko je bil v Tretjem rajhu dokončno rehabilitiran kot »nemški junak«.